# دیوید آلکیبیادس
دیوید آلکیبیادس (انگلیسی: David Alcibiade؛ زادهٔ ۲۶ سپتامبر ۱۹۹۱) بازیکن فوتبال اهل فرانسه است.
از باشگاه‌هایی که در آن بازی کرده‌است می‌توان به باشگاه فوتبال لیل اشاره کرد.